# Chevêchette des saguaros
Micrathene whitneyi
Genre
Espèce
Répartition géographique
Statut de conservation UICN

 LC  : Préoccupation mineure
Statut CITES
La Chevêchette des saguaros  (Micrathene whitneyi) parfois appelée chevêchette elfe est une espèce d'oiseau de la famille des Strigidae.

## Description
Avec seulement 13 cm pour 40 g, c'est le strigidé le plus petit au monde.

## Répartition  et sous-espèces

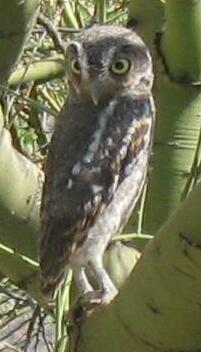

Cet oiseau peuple le sud-ouest des États-Unis, le nord-ouest du Mexique et le sud de la péninsule de Basse-Californie (où il est résidant annuel) ; il hiverne dans l'ouest du Mexique.
D'après la classification de référence (version 14.1, 2024) de l'Union internationale des ornithologues, la Chevêchette des saguaros possède 4 sous-espèces (ordre philogénique) :
- Micrathene whitneyi whitneyi (Cooper, JG, 1861) — sud-ouest des États-Unis et Sonora ;
- Micrathene whitneyi idonea (Ridgway, 1914) — du sud du Texas au centre du Mexique ;
- Micrathene whitneyi sanfordi (Ridgway, 1914) — sud de la péninsule de Basse-Californie ;
- † Micrathene whitneyi graysoni Ridgway, 1886 — île Socorro.

## Nourriture

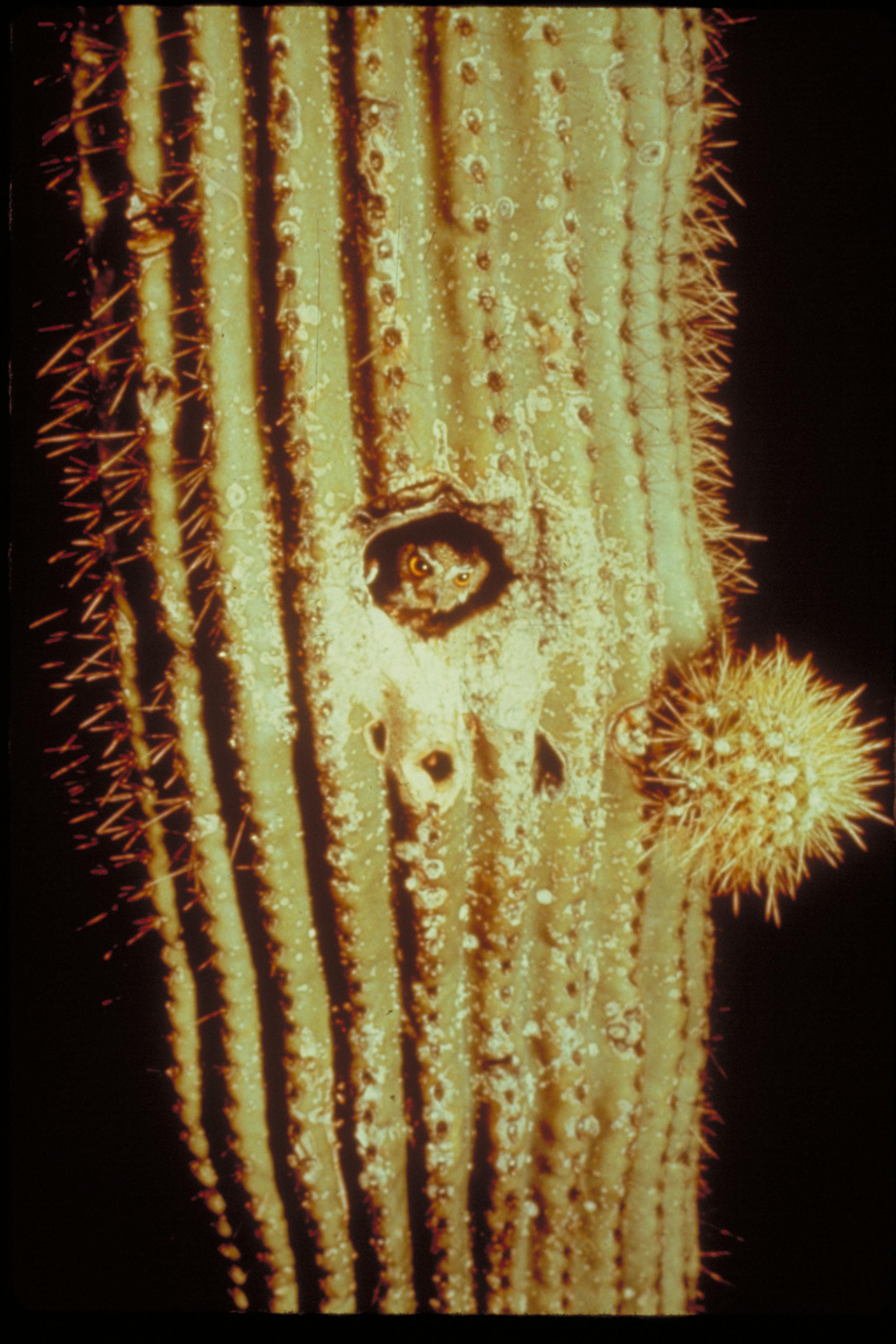

Elles se nourrissent principalement d'arthropodes tels que les papillons de nuit, grillons, mille-pattes et coléoptères (les fleurs d'agaves et d'ocotillos en sont des endroits idéaux de fourrage) ainsi que de scorpions (le dard est retiré avant la consommation) et de petits reptiles et mammifères.